# Supplizio (film)
Supplizio (The Rack) è un film del 1956 diretto da Arnold Laven, tratto da un episodio (Ep. 16, s.02) del 1955 della serie televisiva statunitense The United States Steel Hour. Il film è stato in seguito redistribuito con il titolo Il traditore del campo 5 (Supplizio).

## Trama
Sopravvissuto a due anni di prigionia in un campo di lavoro cinese durante la guerra di Corea, il capitano Edward Hall torna a San Francisco, dove ad attenderlo ci sono suo padre, colonnello in pensione, e Aggie, vedova di suo fratello minore Pete, morto in quella stessa guerra.
Il capitano Hall trascorre i primi giorni in un ospedale militare dove, contrito per qualcosa fatto durante la prigionia che tuttavia si rifiuta di rivelare, viene isolato dagli altri soldati e accusato di essere un traditore dal capitano Miller, che era con lui nel campo di prigionia. Prima che venga dimesso, il maggiore Moulton lo informa di essere sotto corte marziale, imputato per collaborazione col nemico.
Edward torna a casa sconfortato all'idea di dover dare una tal delusione a suo padre, ma al suo arrivo vi trova una festa in suo onore ed è costretto a rimandare ogni confessione. Dopo la festa però fa visita al colonnello Hall un suo amico, il colonnello Dudley Smith, che lo informa sulla grave situazione del figlio. Il colonnello va su tutte le furie e caccia di casa suo figlio, il giorno prima della prima udienza. In albergo gli fa visita il suo avvocato difensore, il tenente colonnello Frank Wasnick, il quale sprona Edward, in un primo momento affranto e rinunciatario, a cercare di difendersi.
Inizia allora il processo, durante il quale il colonnello Hall riconoscendo i suoi errori come padre, si riavvicina a Edward e lo sostiene. La difesa si domanda se sia lecito processare un uomo perché ha ceduto sotto tortura; se un uomo raggiunto il suo limite di sopportazione fisica e psicologica possa ancora fare qualcosa per resistere. L'accusa invece sostiene che un soldato abbia il dovere e l'obbligo di resistere fino al suo limite di sopportazione fisica e psicologica e si chiede se il capitano Hall sia davvero arrivato a quel punto. Vengono chiamati molti soldati a testimoniare e la questione viene approfondita in ogni sua sfaccettatura.
Al termine delle due accorate arringhe finali, il capitano Edward Hall viene dichiarato colpevole di collaborazione col nemico.

## Un temacontroverso e interessante
Il tema trattato nella sceneggiatura televisiva di Rod Serling è stato definito da J.P. Shanley (giornalista del New York Times) controverso e interessante. L'intento di Serling non era quello di raccontare semplicemente una storia, ma quello di approfondire una tematica in modo, sempre citando l'articolo di Shanley, intelligente e provocatorio. Nonostante alla fine del film il protagonista venga giudicato colpevole, la sceneggiatura non esprime un giudizio morale; vengono posti molti elementi e diverse sfaccettature sul caso in questione, ma sta al singolo spettatore in ultima analisi, elaborare una propria valutazione morale.

Di questa trasposizione per il grande schermo, della quale solo Wendell Corey è presente anche nell'episodio televisivo, scrive il 6 novembre del 1956 il critico cinematografico del New York Times Bosley Crowther. Crowther nel suo articolo esalta la prestazione del giovane Newman, scrivendo che con le sue espressioni facciali, la sua gestualità, le sue pause e il suo uso della voce, riesce a far trasparire un'unica tragedia personale, ma sottolinea anche come l'interessante soggetto di Serling risultasse stiracchiato e privo di mordente in questo adattamento a lungometraggio.